# Den ryska arken
Den ryska arken (ryska: Русский ковчег) är en rysk historisk dramafilm från 2002, regisserad av Aleksandr Sokurov. Filmen är 96 minuter lång och inspelad i en enda lång tagning (utan klipp och redigering) med en Steadicam. 
Filmen spelades in på mindre än två timmar under en dag, men skådespelare, tekniker och övrig personal som var inblandade i produktionen repeterade och övade under flera månader i förväg för att allt skulle klaffa med minutiös precision vid själva inspelningstillfället. Detta gör filmen unik i sitt slag, med den längsta sammanhängande scen som någonsin gjorts i en manusbunden spelfilm.
Filmen spelades in i Vinterpalatset i Sankt Petersburg. En berättare utan namn förklarar att han är ett spöke som vandrar genom palatset. I varje rum stöter han på olika verkliga eller fiktiva personer från olika tidsperioder i den trehundraåriga stadens historia.